# 1994 új világörökségi helyszínei
Az UNESCO Világörökség Bizottsága az 1994. december 12-17. között Phuketben megtartott 24. ülésszakán az alábbi helyszíneket nyilvánította a világörökség részévé:  
| | Riversleigh/Naracoorte őslény-lelőhelyei |
| Ausztrália |                                          |
| Természeti (VIII)(IX) |                                          |
| Védett terület: 10 326 ha, hivatkozás: 698 |                                          |
| Az Ausztrália északi és déli részén egymástól távol fekvő két lelőhely a kontinens 65 millió évvel ezelőtti élővilágának fejlődéséről tanúskodik. A riversleigh-i lelőhelyen történt felfedezések hozzájárulnak a kontinensek 45-50 millió évvel ezelőtti vándorlásának rekonstrukciójához. Alapvetően változtatták meg a helyi gerincesekről alkotott korábbi elképzeléseket, és az emlősök fejlődésének 20 millió éves szakasza követhető nyomon abból a korból, amikor Ausztrália még az ősi Gondwana szuperkontinens része volt. A Naracoorte területén lévő Victoria-barlangban számos faj fosszíliája került elő, köztük tüdőshalak, hüllők, kloákások, erszényesek, csőrös emlősök és más emlősök maradványaival. Végigkövethetők egyes fejlődési vonalak, megtalálhatók köztük ma is élő állatok első megjelenései is. A barlang világviszonylatban is az egyik leggazdagabb fosszílialelőhely, 99 emlősfaj több tízezer egyedének maradványait tárták fel itt. Méreteik a néhány centiméterestől a több méteresig (pl. erszényesek) terjed. A lelőhelyek segítségével következtetni lehet a legkorábbi emberi jelenlét időpontjára is. |                                          |

| | Nepomuki Szent János-zarándoktemplom |
| Csehország |                                      |
| Kulturális (IV) |                                      |
| Védett terület: 0,64 ha, puffer zóna: 627,9 ha, hivatkozás: 690 |                                      |
| A morvaországi Zelená Horán (Zöld hegyen) álló zarándoktemplomot 1719-ben, Nepomuki Szent János kanonizálása előtt három évvel kezdték építeni, az olasz származású Giovanni Santini Aichel (Jan Blažej) tervei alapján. A szokatlan, csillag alaprajzú épület volt munkásságának utolsó kiemelkedő darabja. A középen álló csillag alaprajzú templomot egy szintén csillag alaprajzú gyűrű veszi körül, amelyet kápolnák és kapubejárók tagolnak. Az épület kialakításában az ötös szám az uralkodó, ötágú csillag az alaprajz, a kerengőben öt kápolna és öt kapu található, a főoltáron a szent szobra mellett öt angyalfigurát és öt csillagot helyeztek el. A szokatlan formájú templom főépülete 1721-re készült el, belseje majdnem teljesen változatlan formában maradt fenn. A főoltárt, amely a szentet ábrázolja a mennyországot jelképező gömbön állva szintén Santini tervei alapján állították fel, és az ő elképzelései alapján készült a négy mellékoltár is az evangélisták szobraival. A zarándoktemplom a cseh barokk és neogótikus építészet legjelentősebb alkotása Közép-Csehországban. |                                      |

| | Jelling viking emlékei |
| Dánia |                        |
| Kulturális (III) |                        |
| Védett terület: 12,7 ha, puffer zóna: 59,2 ha, hivatkozás: 697 |                        |
| Dánia egyik legfontosabb temetkezési helye, mely a vikingek erejéről és hatalmáról tanúskodik, Jelling temploma előtt található. A Jelling-együttes, főleg a temetkezési dombok és a rúnaírásos kövek az északi pogány kultúra jelentős emlékei. A 60 és 77 méter átmérőjű temetkezési halmok között áll a templom, a hozzá tartozó temetkezési körzet Dánia kereszténységre való áttérésének emlékműve. A nagyobbik, 980 körül faragott rúnakövön látható Skandinávia eddig ismert legkorábbi Krisztus-ábrázolása. Az északabbra fekvő temetkezési halomba a 9. század végén a még pogány Gorm király temettette el feleségét Thyra királynét, majd halála után őt is mellé temették. Maradványaikat fiuk, Kékfogú Harald, az ország első keresztény királya temettette újra az akkor elkészült fatemplomba. A kisebb rúnakövet a királyné halálakor állíttatta férje, rajta egy, a feleségének címzett felirattal. A mostani templom legalább már a negyedik ugyanazon a helyen, három korábbi fatemplom tűzvészekben pusztult el. A jelenlegi kőtemplomban találták meg a 19. század végén az ország eddig ismert legrégebbi, 1100 körül keletkezett falfestményeit. |                        |

| | Petäjävesi ótemploma |
| Finnország |                      |
| Kulturális (IV) |                      |
| Védett terület: 3 ha, puffer zóna: 48,4 ha, hivatkozás: 584 |                      |
| Petäjävesi evangélikus ótemplomát, a skandináv templomépítészet egyik tipikus példáját 1765-ben építették. A helyszínt úgy választották ki, hogy csónakon és a téli jégtakarón is egyaránt megközelíthető legyen. A Jamsänvesi- és a Petäjävesi-tó közötti földnyelven álló épület külseje és alaprajza európai hatásokat mutat, a gótikus és reneszánsz stíluselemeket a hagyományos kelet-skandináviai építészet és fafaragás díszítőelemeivel ötvözi. A központi elrendezésű épület alaprajza egy egyenlő szárú kereszt, a zsindelyes kontytetőn gótikus hatások figyelhetők meg. A négyezet fölé egy nyolcszög alaprajzú tornyot emeltek, a hajók magas, boltozatos tetejét fenyőből készítették. Egyszerű oltárképe 1843-ban készült. A templomot 879 és 1920 között elhanyagolták, ekkor állapota leromlott. A 20. századi felújítás során felismerték az épület építészettörténeti jelentőségét, ezért a restaurálás során csak hagyományos alapanyagokat és technikát használtak. |                      |

| | Mcheta műemlékei (templomegyüttes) |
| Grúzia |                                    |
| Veszélyeztetett világörökségi helyszínek listáján szerepelt 2009 és 2016 között |                                    |
| Kulturális (III)(IV) |                                    |
| Védett terület:3,8 ha, puffer zóna: 2382,5 ha, hivatkozás: 708 |                                    |
| A Tbiliszitől néhány kilométerre fekvő Mcheta, a Kartli Királyság fővárosa több mint 800 éven át az i. e. 3. századtól az i. sz. 6. századig jelentős politikai és kulturális központ volt. Kedvező fekvésének köszönhetően a terület már az i. e. 3. évezredben lakott volt. A Kartli Királyság Nagy Sándor birodalmának összeomlása után indult fejlődésnek. Az 1937-ben megkezdett ásatások során egy királyi rezidenciát egy fellegvár romjait, egy monolitikus szarkofágokat is rejtő nekropoliszt és egy 2. századra datálható, tárgyakkal teli női sírt tártak fel. A királyi rezidencia és a citadella közelében épültek ki a különböző mesterségekre szakosodott kézművesek megerősített negyedei. A város középkorban épített keresztény templomai és kolostorai kiemelkedő példái a Grúz Királyság művészetének, kultúrájának és fontos helyet foglalnak el a grúz kereszténység történetében. Itt áll az egyik legjobb állapotban fennmaradt kora keresztény templom, a Grúzia egyik legszentebb helyének számító, 586 és 605 között épített Dzsvari (Szent Kereszt)-kolostor. A Szvetichoveli székesegyház a 11. század elejére datálható és a Szamtavro-kolostor is körülbelül ugyanekkor épült. A székesegyház rejti az első keresztény grúz király III. Mirian és felesége sírját, míg a kolostor temploma Grúzia egyik legszebb görög kereszt alaprajzú építménye. A helyszín az épületek állagának romlása miatt 2009 és 2016 között a veszélyeztetett világörökségi helyszínek listáján szerepelt. |                                    |

| | Bagrati katedrálisa és a Gelati kolostor |
| Grúzia |                                          |
| Veszélyeztetett világörökségi helyszínek listáján szerepelt 2010 és 2017 között |                                          |
| Kulturális (IV) |                                          |
| Védett terület: 4,2 ha, puffer zóna: 1246 ha, hivatkozás: 710 |                                          |
| A katedrális és a kolostor a középkori grúz építészet magas színvonaláról tanúskodik. A 10. század végén elkezdett és a 11. század első éveiben befejezett ortodox katedrálist III. Bagratról, az egyesített Grúzia első királyáról nevezték el. A nyugat-grúziai Kutaiszi városban fekvő templom, ami a maga korában az ország legnagyobb székesegyháza volt csak romokban maradt fenn. A 17. században pusztult el, amikor török megszállók kirabolták és megsemmisítették egyes részeit. Ekkor omlott be kupolája is. Belső díszítéséből faragott oszlopfők, oszlop- és boltozattöredékek, keresztek maradtak meg. A Gelati kolostor ezzel szemben ma is kiváló állapotban van, és megőrizte műalkotásainak jelentős részét is. IV. (Építő) Dávid grúz király alapította a 12. század elején és már nem sokkal ezután tudományos valamint oktatási központtá vált és Grúzia egyik szellemi központja lett. A kolostor főbb épületeit a 12. és a 17. század között emelték. A kolostor főtemploma, a hatalmas kupolával fedett a Mária-templom a 12. századra datálható. A tágas és a sok ablaknak köszönhetően világos belső tér falait falfestményekkel és mozaikokkal borították, ezek túlnyomó többsége ma is látható. A kolostor falain kívül egy nagyjából vele egy idős kórházépület maradványait tárták fel. A helyszín átfogó rekonstrukciós munkák miatt 2010 és 2017 között a veszélyeztetett világörökségi helyszínek listáján szerepelt. |                                          |

| | Az ősi Kiotó történelmi műemlékei |
| Japán |                                   |
| Kulturális (II)(IV) |                                   |
| Védett terület: 1 056 ha, puffer zóna: 3 579 ha, hivatkozás: 688 |                                   |
| A világörökségi helyszín a Nidzso-kastélyból, tizenhárom buddhista kolostorból és három sintoista szentélyből áll Kiotóban, Udzsiban és Ócuban. Kiotó a 8. század végétől a 19. század közepéig császári főváros, ezzel együtt az ország kulturális központja volt. A 15. század végén az Ónin-háborúban jelentős része megsemmisült majd az ezután betelepült kereskedők újjáépítették. A 16. századi politikai stabilitásnak köszönhetően építészete újra fejlődésnek indult a 17. században fontos zarándokhellyé vált. A helyszínhez tartozó épületek a (leginkább vallási) faépítészet és kertművészet fejlődését tükrözi. A Nidzsó-kastély 1601-ben épült a Togukava sógunok megrendelésére. A buddhista kolostorok egy részét eredetileg palotaként használták, jelentősek a hozzájuk tartozó teapavilonok és kertek, amik a zen buddhizmus szellemében épültek. Közéjük tartozik Saihó-dzsi mohakertje és a Rjóan-dzsi templom kertje. Jelentős művészi értéket képvisel az Udzsiban lévő 11. századi Bjódóin-templom is a fő csarnokában álló Buddha szoborral. |                                   |

| | A Potala palota történelmi épületegyüttese, a Csokhang templom és a Norbulingka palota |
| Kína |                                                                                        |
| Kulturális (I)(IV)(VI) |                                                                                        |
| Védett terület: 60,5 ha, puffer zóna: 198,8 ha, hivatkozás: 707 |                                                                                        |
| A Lhásza-völgyben 3700 méter magasan álló, a 7. században alapított Potala-palota, a dalai láma rezidenciája egyszerre vallási és világi építmény, palota is és kolostor is egyben. Legfontosabb része a Fehér Palota, egy több mint 320 méter hosszú épület benne a dalai láma trónjával és magánlakosztályaival. Ez az épületrész az 5. dalai láma, Loszang Gyaco idejében épült a 17. században. A palotaegyüttes középső részét foglalja el az aranyszínű tetővel borított később épített Vörös palota az előző dalai lámák kápolnáival és síremlékeivel. A Potala palota közel 130 ezer négyzetméteren terül el, körülbelül ezer helyiségből áll és Tibet egykori kormányzásában betöltött központi szerepét szimbolizálja. A gazdagon díszített épületegyüttes 1959-ig a tibeti kormány székhelye volt, ekkor a 14. dalai láma Indiába menekült. 2000-ben és 2001-ben a helyszínt kiterjesztették így most már hozzá tartozik a Norbpulingka (Kincses Kert) és a Dzsokhang-templom is. A palotákból, kertekből, pavilonokból álló Norbulingka a folyóparton helyezkedik el néhány kilométerre a Potala palotától. Ez a 18. századi épületegyüttes volt a dalai láma nyári rezidenciája. A Dzsonkhang templom egy szintén a 7. században alapított buddhista építmény, egyike Tibet legfontosabb templomainak. |                                                                                        |

| | A Vutang-hegység történelmi műemlékegyüttese |
| Kína |                                              |
| Kulturális (I)(II)(VI) |                                              |
| Hivatkozás: 705 |                                              |
| A Hupej tartományban emelkedő Vutang-hegy műemlékegyüttese az egyik legfontosabb taoista központ Kínában. A hely már az i. sz. 1-3. században is lakott volt, ekkor taoista remeték éltek itt. A Tang-korszakban fontos zarándokhellyé vált, ennek bizonyítékai 7. századból származó épületei. Később a Ming-dinasztia uralkodása alatt a 15. század elejétől a korábban kieső területen császári rendeletre nagyszabású építkezések kezdődtek, amelyeken egy időben munkások tízezrei dolgoztak. A műemlékegyüttest ekkor kilenc palotával, kilenc templommal, harminchat kolostorral hetvenkét sziklatemplommal egészítették ki, napjainkra összesen száznál is több vallási hely maradt meg. Az épületek megközelítését az utak mellett több mint száz kőhíddal tették lehetővé. Leghíresebb épületei közé tartozik a Legfőbb Harmónia Kolostora, valamint az Arany Csarnok ami egy teljes egészében bronzból készült 14 négyzetméteres épület egy 1612 méter magas hegycsúcson. A vallási és világi épületcsoport kialakításakor a kínai építészetnek egy majdnem ezeréves szakaszából származó legszebb és legmagasabb művészi színvonalú stíluselemeit használták fel. |                                              |

| | Konfuciusz temploma, sírhelye és a Kong család rezidenciája |
| Kína |                                                             |
| Kulturális (I)(IV)(VI) |                                                             |
| Védett terület: 183 ha, hivatkozás: 704 |                                                             |
| Konfuciusz családi rezidenciája Santung tartományban, Csüfuban, az egész Kelet-Ázsiában elterjedt kultusz központjában található. Itt is temették el a Kung családi sírkertben, Kína legrégebbi ma is használatban lévő temetőjében. Családtagjai és leszármazottai (akik császári megbízásra rituális szertartásokat szerveztek egészen a 20. századig) is ebben a temetőben nyugszanak. Halála után házát templommá alakították amiben megőrizték használati tárgyait is. Kultuszának legkorábbi ismert feljegyzett eseménye, amikor i. e. 195-ben a Han-dinasztia alapítója áldozatot mutatott be emlékére. Évszázadokkal később i. sz. 153-ban a templomot újjáépítették majd többször is átalakították, jelenlegi állapotában az épületegyüttes több mint száz épületből áll. Konfucius családjának, a Kung-családnak eredetileg kisméretű, a templom mellett álló háza az évszázadok során egy hatalmas rezidenciává fejlődött, ma már 152 épületből és 480 szobából áll. Császári engedély alapján fő csarnokát a 18. század első harmadától sárga mázas tető fedi. Az uralkodók évezredeken keresztül gazdag adományokkal és földbirtokokkal támogatták a szentélyt amely így Kelet-Ázsia legnagyobb Konfucius-szentélyévé fejlődött és meg tudta őrizni művészeti és történelmi jelentőségét. |                                                             |

| | Csengtöi nyári rezidencia |
| Kína |                           |
| Kulturális (II)(IV) |                           |
| Védett terület: 611,2 ha, hivatkozás: 703 |                           |
| A Hopej tartományban álló Csengtői nyári rezidencia a 18. században épült és a kínai késői feudális társadalom kivételes emléke. A több ezer ember elszállásolására alkalmas, a császári vadászterületek felé vezető úton álló palotaegyüttes az észak-kínai erdős táj és a dél-kínai kertművészet elemeit ötvözi. Évente a nagy melegben használták, amikor az uralkodó családjával, minisztereivel és kíséretével vadászni indult. Az épületegyüttes harmonikusan illeszkedik a tájba, és a bőséges vízutánpótlásnak köszönhetően lehetővé vált dél-kínai stílusú kertek létesítése, tavakkal, gátakkal, hidakkal, tornyokkal. A rezidencia központi része öt négyzetkilométeres, ezt egy fal vette körül. A falon kívül buddhista kolostorok és templomok épültek. Ezek főleg a birodalomhoz csatolt mongóliai és tibeti területekről érkező követek számára tették egyértelművé a császár hatalmát. A rezidencia központi része paloták, közigazgatási és szertartási épületek együttese, amelyek egyszerűbbek és bensőségesebbek mint a fővárosi építmények. Az épületegyüttes legszebb temploma az Egyetemes boldogság és hosszú élet temploma. Az Egyetemes béke templomának központi csarnokában kapott helyet Guanyin bódhiszattva 22 méter magas 42 karú szobra |                           |

| | Los Katíos Nemzeti Park |
| Kolumbia |                         |
| Természeti (IX)(X) |                         |
| Védett terület: 72 000 ha, hivatkozás: 711 |                         |
| Az Északnyugat-Kolumbiában a panamai határ közelében alapított nemzeti park területe 720 négyzetkilométer. Két fő részből áll, nyugaton a Serrania del Darién hegylánc tartozik hozzá, keleten az Aratro-folyó torkolatvidéke a Darén-öbölben és a környező nagy kiterjedésű mocsarak. A mocsarak körülbelül a terület felét foglalják el, a park többi részei a mélyföldtől a hegyi trópusi őserdőkig terjednek. Az átlagos csapadékmennyiség 3000 mm. A térség nehezen megközelíthető, ez hozzájárul változatos élővilágának megmaradásához. Lápvidékére jellemző a cativo, ami 50 méteresre is nőhet, ezen kívül többféle ipari célú fafajta is megtalálható itt, például a balsa- és gumifa. A parkban pumák, lajhárok, óriás hangyászok tapírok és jaguárok is élnek, különféle majmok ( bőgő-, csuklyás- és barna gyapjasmajom) mellett. Eddig több mint 450 madárfajt azonosítottak a parkban és a gerincesek száma ( a halakat leszámítva) meghaladja az 550-et. A területet korábban a kuna nép lakta, akiket a Katio-Embera törzs szorított ki innen. |                         |

| | Vilnius történelmi központja |
| Litvánia |                              |
| Kulturális (II)(IV) |                              |
| Védett terület: 352,1 ha, puffer zóna: 1 912,2 ha, hivatkozás: 541 |                              |
| A Neris folyó völgyében fekvő Vilnius a 13. és a 18. század között a Litván Nagyfejedelemség fővárosa volt. Litvánia lakossága a 14. század végén tért át a keresztény hitre így kapcsolatokat építhetett a keleti mellett a nyugati világgal is. A rendszeres támadások és tűzvészek okozta károk ellenére dinamikusan fejlődött és nagy hatást gyakorolt Kelet-Európa jelentős részének építészetére. Fénykorát a 15. és a 16. században élte, amikor közvetítő szerepet játszott Oroszország és a Hanza-szövetség között. Fennmaradt építményei gótikus, reneszánsz, barokk és klasszicista stílusban épültek, ezenkívül megőrizte középkori városszerkezetét is. Alaprajza kör alakú és a várnegyed köré szerveződik. Ma is látható templomainak túlnyomó többsége a 17. században épült. A történelmi központhoz három vár és a középkori fallal körülvett terület tartozik. Legfontosabb épületei a gótikus stílusban épült Szent Anna-templom, a szintén gótikus Szent Miklós-templom, a 17. században épült Szent Péter és Pál-templom, a 18. század végén klasszicista stílusban emelt Szent Szaniszló-katedrális, valamint a városháza és barokk stílusú nemesi paloták. |                              |

| | Luxembourg városa: az óvárosi negyed és az erődrendszer |
| Luxemburg |                                                         |
| Kulturális (IV) |                                                         |
| Védett terület: 29,9 ha, puffer zóna: 108,7 ha, hivatkozás: 699 |                                                         |
| A Luxemburgi Nagyhercegség legnagyobb városa Luxembourg stratégiailag rendkívül fontos helyen fekszik, ennek köszönhetően egymást követő uralkodói folyamatosan újabb és újabb erődítményekkel látták el. 1867-ben megkötötték a londoni egyezményt, amely elrendelte az ország örökös függetlenségét, ez azonban azzal is együtt járt, hogy több évszázadot átívelő, a katonai építészet egyik remekművének számító erődrendszerének jelentős részét lebontották. A várost eredetileg háromszoros erdőgyűrű védte, a legbelsőt bástyák, a másodikat 15 erődítmény, a harmadikat 9 külső erőd alkotta. A 17. és a 18. században föld alatti erődöket, kazamatákat és járatok kiterjedt hálózatát vésték a sziklába, ez a városrész a Bock-sziklától délre terül el. A város első szabadon védett része a Marché-aux-Poissons negyed volt, itt áll Luxemburg legrégebbi egyházi épülete a 10. századból származó Szent Mihály-templom. A városközpontban található a Nagyhercegi Palota, a németalföldi késő gótikus építészet egyik kiemelkedő példája a Notre Dame-székesegyház, a nagyhercegek Városi Palotája, valamint számtalan korabeli lakó- és középület. |                                                         |

| | A korai 16. századi kolostorok a Popocatépetl lejtőin |
| Mexikó |                                                       |
| Kulturális (II)(IV) |                                                       |
| Védett terület: 24,38 ha, puffer zóna: 32,96 ha, hivatkozás: 702 |                                                       |
| A Puebla közelében emelkedő ma is aktív Popocatépetl vulkán lejtőin tizennégy, a 16. században alapított kolostor tartozik a világörökségi helyszínhez, Atlatlahucan, Cuernavaca, San Andrés Hueyapan, Oaxtepec, Ocuituco, Tepoztlán, Tetela del Volcán, Tlayacapan, Totolapan, Yecapixtla, Zacualpan de Amilpas, San Andrés Calpan, Huejotzingo, Tochimilco kolostorai. 2021-ben a helyszínt kiterjesztették a tlaxcalai székesegyházra és ferences kolostorra is. Az épületek a környéken folytatott ferences-, Domonkos- és Ágoston-rendi missziós tevékenység korai emlékei. Szerkezetük hasonlít egymáshoz, a nagyméretű egyhajós templomokhoz tartozó földszinti átriumot fallal vették körül, négy sarkában kápolnákat alakítottak ki. A hozzájuk tartozó kolostorépülettel együtt egy udvart fogtak körül. A korai hittérítők által alkalmazott új építészeti elem, hogy nagy figyelmet fordítottak a nyílt terekre. Az itteni kolostorok (többek között Cuernavaca 1525-ben felszentelt kolostora) voltak sok kisebb misszió modelljei. A 16. század végére a térségben alapított egyházi épületegyüttesek száma elérte a háromszázat, közülük később sokat plébániának alakítottak át. |                                                       |

| | Quedlinburg óvárosa |
| Németország |                     |
| Kulturális (IV) |                     |
| Védett terület: 90 ha, puffer zóna: 270 ha, hivatkozás: 535 |                     |
| Quedlinburg óvárosa a városközpontban található 16-17. századi faszerkezetű házairól és középkori utcáiról híres. Ez a település volt a Keleti Frank Királyság, majd később a Szász-dinasztia idején a Német-római Birodalom egyik központja. Legfőbb megőrzött értéke középkori utcaszerkezete, favázas házai és román kori temploma a Szent Szerváciusz. A város központját a Palota-hegy alkotja a templommal és a mellette lévő palotával. A Szent Szerváciusz-templomot 1129-ben szentelték fel. Freskókkal díszített kriptájában temették el I. Henriket és feleségét Matildát. A palota román kori alapokra épült, jelenleg látható formáját a 16-17. században kapta. A domb alján elterülő város már korán kiépült amikor az uralkodói udvart kiszolgáló mesteremberek és kereskedők letelepedtek. A fallal megerősített városrész régebbi része a 10., későbbi negyede a 12. században alakult ki. A piactéren álló városházát egy kora barokk bejárattal egészítették ki. |                     |

| | Völklingeni vasmű |
| Németország |                   |
| Kulturális (II)(IV) |                   |
| Védett terület: 7,46 ha, hivatkozás: 687 |                   |
| A Völklingeni Vasmű a Saar-vidéki Völklingenben, a Saarstahl AG telephelyén található ipartörténeti műemlék, ahol a nyersvas előállításának minden szakasza nyomon követhető. A körülbelül hatezer négyzetméterem elterülő ipari létesítmény az egyetlen egyben, jórészt eredeti állapotban megőrződött 19-20. századi vasmű. A maga korában ez számított az egyik legmodernebb ilyen jellegű építménynek Európában, a 19. század végére a kontinens egyik legnagyobb acélgerenda-gyártójává fejlődött. Legfontosabb részei 1889 és 1916 között épült olvasztókemencéi, amelyek darabonként naponta ezer tonna nyersvasat tudtak előállítani. Itt használtak először nagyüzemi gázfúvógépeket. A nyersanyagot kiterjedt vágányrendszeren szállították a helyszínre, koksszal az 1897-ben elkészült kokszolóüzem látta el a kemencéket. A vasművet 1986-ban zárták be. Nagyrészt megőrizte 1930-as évekbeli állapotát, ez annak köszönhető, hogy a második világháború után csak kisebb átalakításokat és állagmegóvó munkákat végeztek rajta. |                   |

| | Vicenza városa és Veneto tartomány Palladio által tervezett villái |
| Olaszország |                                                                    |
| Kulturális (I)(II) |                                                                    |
| Védett terület: 333,87 ha, hivatkozás: 712 |                                                                    |
| Az i. e. 2. században alapított Vicenza ma is látható városképét nagyrészt a 16. században alkotó Andrea Palladio munkásságának köszönheti. A nevét viselő „Palladio-stílusra” nagy hatást gyakorolt az ókori építészet. Vicenza alaprajzán ma is felismerhető a római kori városszerkezet, a mai városközpontot Palladio huszonhárom épülete határozza meg. Római korból maradtak meg vízvezetékének egyes szakaszai, és új szerkezetbe foglalt középületek maradványai. Palladio egyaránt tervezett magán- és középületeket, ezen kívül híresek Veneto tartományban szétszórtan fekvő villái is. Egyik legfontosabb alkotása a vicenzai városháza a Palazzo della Ragione amelyet Basilica Palladiana-nak is neveznek. Késői munkája a Teatro Olimpico, ennek nézőtere amfiteátrum alakú. Színpadát szobrokkal díszítették, egy palotahomlokzatot jelenít meg, amely mögött fából kialakított díszletek kelti egy város illúzióját. A városházával szemben épült fel a Loggia del Capitaniato, a katonai parancsnokság. Vicenzán kívül található az építész egyik leghíresebb alkotása a Villa Rotonda. Palladio stílusa már európai országokban és Észak-Amerikában is hatást gyakorolt az építészetre. |                                                                    |

|                              | Nyársasantilop-rezervátum |
| 1994 – 2007                  |                           |
| Természeti                   |                           |
| Hivatkozás: -                |                           |
| 2007-ben törölték a listáról |                           |

| | Kolomenszkojei Mennybemenetel templom |
| Oroszország |                                       |
| Kulturális (II) |                                       |
| Hivatkozás: 634 |                                       |
| A Moszkva folyó partján egy dombtetőn álló templomot a Kolomenszkoje cári birtokon építették 1532-ben a fiúörökös, a későbbi IV. (Rettegett) Iván születése után. A Mennybemenetel-templom az orosz építészettörténet egyik meghatározó alkotása, az első kőből és téglából épült és faszerkezetű sátortetővel fedett szentélye. Építéséhez úgynevezett itáliai apró téglát használtak, a faragott részeket egy Moszkva melletti mészkőbányából származó fehér kőből készítették. Az épület falai rendkívül vastagok, egyes részeken 3 – 4 méteresek, ezért a templom belső tere meglehetősen szűkös, de nyitott a 41 méter magas torony felé. A 16. század egy részében a közelben egy fából készült palotát a cári család nyári rezidenciának használt, ez azonban szinte teljesen elpusztult. |                                       |

| | Nazca-vonalak és kőrajzok és a Pampas de Jumana |
| Peru |                                                 |
| Kulturális (I)(III)(IV) |                                                 |
| Védett terület: 75 358,5 ha, hivatkozás: 700 |                                                 |
| A Nazca-civilizáció központja a sivatagban az Andok lábánál helyezkedett el, Limától megközelítőleg 400 kilométerre. Az i. e. 1000 és i. sz. 500 között alkotott Nazca-vonalak, Dél-Amerika legrejtélyesebb régészeti objektumai körülbelül 450 négyzetkilométeren szóródnak szét. A legnagyobb kőrajzok elérhetik a 200 méteres hosszúságot is. A vonalakat kétféle módon hozták létre. A legkorábbi, a chavín-kultúra idejére datálható ábrázolásokat kövek egymásra halmozásával készítették. A későbbieket, amik i. e. 500 után már a nazca-korból valók a legfelső, az időjárás hatására rozsdavörösre színeződött talajréteg eltávolításával, így láthatóvá vált az ettől erősen eltérő világosabb talajréteg. A kőrajzok két csoportra oszthatók, az egyik csoport figurális ábrázolásokból áll, ezek madarakat, rovarokat, stilizált növényeket, embereket, hétköznapi tárgyakat és fantáziaalakokat jelenítenek meg, a másik csoport geometrikus mintákból, általában egyenes, egymást minden irányban keresztező vonalakból. A figurális ábrázolásokból eddig hetvenet azonosítottak, a rajzok jelentése és elkészítésük oka ismeretlen. |                                                 |

| | Doñana Nemzeti Park |
| Spanyolország |                     |
| Természeti (VII)(IX)(X) |                     |
| Védett terület: 54 251,7 ha, hivatkozás: 685 |                     |
| A Doñana Nemzeti Park Spanyolország legnagyobb nemzeti parkja. Az Andalúziában fekvő egykori királyi vadászterület vizes élőhelyei európai viszonylatban is jelentősnek számítanak. Jellegzetességei a lagúnák, mocsarak, a hangás szavanna jellegű területek, a paratölgyerdők, a cserjés erdők és bozótosok, valamint állandóan vándorló homokdűnék. A park jövője biztosítottnak tűnik, de komoly problémákat okoz a terjeszkedő mezőgazdaság, idegenforgalom, az orvvadászat és a legeltetés. A park jellegzetes állatai a madarak, közülük több veszélyeztetett faj is megtalálható itt. Jelentős a flamingópopuláció, élnek itt gémek, gólyák, darvak, barátkeselyűk, ibériai sasok is, és itt található a mediterrán térség egyik legnagyobb kócsagfészkelő helye is. A park déli részét fenyveserdők borítják. Többi veszélyeztetett állatfajai közé tartozik a hiúz és egy mongúzféle. |                     |

| | Tanum sziklafaragványai |
| Svédország |                         |
| Kulturális (I)(III)(IV) |                         |
| Védett terület: 4 137,6 ha,hivatkozás: 557 |                         |
| A feltételezhetően az i. e. 2. évezredben készült kiemelkedő művészi színvonalú és élénk kompozíciókat bemutató tanumi sziklafaragványok a bronzkori élet megörökítői. Ezek a sziklarajzok a térség legfontosabb őstörténeti leletei. A vésetek a mindennapi élethez, a hadviseléshez és a valláshoz kapcsolódnak. A gránitba befaragott részletgazdag ábrázolások csatajeleneteket, táncoló embereket, lovakat, medvéket, fegyvereket, szerszámokat, kultikus alakokat és szertartásokat jelenítenek meg. Jelenleg megközelítőleg 1500 vésetet katalogizáltak, azonban a folyamatos kutatások során mindig újabbak kerülnek elő. A vésetek mélysége változó 1 mm és 40 mm között mozog, valószínűleg a számukra komolyabb témákat ábrázoló vésetek azok, amelyeket mélyebben alakítottak ki a sziklafelületen. A vésetek tanulmányozása alapján valószínűsíthető, hogy a rajzokat többféle színnel emelték ki. A környéken végzett régészeti feltárások során újkőkori sziklasírokat, rúnaköveket és egy bronzkori falut tártak fel. |                         |

| | Skogskyrkogården |
| Svédország |                  |
| Kulturális (II)(IV) |                  |
| Védett terület: 108,08 ha, hivatkozás: 558 |                  |
| A Skogskyrkogården temetőt 1917 és 1920 között alakították ki egy erdőben Stockholmtól délre. Eredetileg egy 100 hektáros területet foglalt el egy fenyővel benőtt kavicsbányában majd 1940-ben kibővítették. Az 1914-ben kiírt nemzetközi pályázatot Erik Gunnar Asplund és Sigurd Lewerentz nyerte meg, akik számos épületet illesztettek a tervszerűen kialakított tájba. Nem a magasépítészet vagy a klasszikus tájrendezés módszereihez folyamodtak, hanem az ősi, északi temetkezési hagyományokból indultak ki. Az épületek közül figyelemre méltó az 1920-ban épült négyzet alaprajzú nyitott oszlopcsarnokos fakápolna, három ravatalozókápolnás krematórium és egy hatalmas magában álló kereszt. A tervezőknek sikerült harmonikusan beleilleszteniük az építészeti elemeket a környezetbe, ennek köszönhetően világszerte nagy hatást gyakorolt az építészetre. Az északi táj középpontba állítása nagyszabású újításnak számított a 20. század elejének tájépítészetében. |                  |

| | Safranbolu |
| Törökország |            |
| Kulturális (II)(IV)(V) |            |
| Védett terület: 193 ha, hivatkozás: 614 |            |
| Safranbolu a „sáfrány városa” az Isfendiyar-hegységben egy sziklás hegycsúcson épült. Nevét a város körülvevő sáfránnyal beültetett földekről kapta. Négy különálló kerületből áll, a város központjában található Piac-utcából, a Kiranköy-negyedből, a Baglarból, valamint a modern lakónegyedekből. A 13. századtól az Európát a Kaukázussal összekötő karavánutak egyik fontos állomása volt, és a kereskedelemben betöltött fontos szerepét egészen a 20. századik sikerült megőriznie, amikor a modern vasútvonalak megépítésekor jelentősége lecsökkent. Legjelentősebb épületei 1320 körül épültek, ezek közé tartozik a fürdő, a Szulejmán pasa-mecset és a régi mecset. A műemlékek környékén számos félig fából készült, késő oszmán kori lakóház maradt fenn. 17. századi virágkorában a város építészete az Oszmán Birodalom területének jelentős részén hatott a városfejlesztésekre. Ebből a korból maradt fenn a hatvanszobás Cinci Hotel (1640-48), a Köprülü-mecset (1661), és a Let pasa-mecset (1796). |            |

| | Bwindi Nemzeti Park |
| Uganda |                     |
| Természeti (VII)(X) |                     |
| Védett terület: 32 092 ha, hivatkozás: 682 |                     |
| Az ország délnyugati részén, a Nyugati-hasadékvölgy peremén, a sztyeppék és a hegyek átmeneti zónájában található 320 négyzetkilométeren elterülő nemzeti park sokszínű növény- és állatvilágáról ismert. A lágy szárú növények, a kúszónövények és a sok cserje miatt kapta a Bwindi – Áthatolhatatlan nevet. A park rejti Kelet-Afrika legváltozatosabb növényi ökoszisztémáját, eddig több mint 100 őshonos páfrányfajt és 160 fafajtát azonosítottak. Ezek közül 16 faj csak nagyon kevés helyen található meg. A területen eddig 300 madár- és nagyjából 200 pillangófajt dokumentáltak. A rezervátum hírnevét a hegyi gorilláknak köszönheti amelynek itteni, 300 egyedre becsült populációja a szabadon élő állománynak majdnem a felét teszi ki. A parkban kilenc fokozottan veszélyeztetett állatfaj él a hegyi gorilla, a közönséges csimpánz, a csuklyás cerkóf, az afrikai elefánt, a kékállú ricsóka, a kivu bozótposzáta, a szürke légykapó, az afrikai óriáspillangó és krémsávos fecskefarkú pillangó. A kedvezőtlen terepviszonyok miatt a park területén sosem folyt fakitermelés, viszont a meredek lejtők miatt jelentős a talajerózió. A tágabb térség feltételezhetően már 37 000 évvel ezelőtt is lakott volt, de régészeti lelőhelyeket eddig még nem találtak. |                     |

| | Rwenzori-hegység Nemzeti Park |
| Uganda |                               |
| Természeti (VII)(X) |                               |
| Védett terület: 99 600 ha, hivatkozás: 684 |                               |
| Az Uganda és a Kongói Demokratikus Köztársaság határvidékén található 1000 négyzetkilométeres nemzeti park területén emelkedik az Afrika harmadik legmagasabb csúcsát is magába foglaló Rwenzori-hegység fő vonulata. A tektonikus tevékenység által létrejött hegyvonulat legmagasabb pontja 5109 méter. A természetvédelmi terület a Kongói Demokratikus Köztársaságban fekvő Virunga Nemzeti Parkkal határos. A park felső részére gleccserek, vízesések és tavak jellemzőek, amik biztosítják a környék vízellátását. A növényzet a tengerszint feletti magasság függvényében négy zónára oszlik, 2400 méter alatt mondán erdők, onnan 3000 méterig bambuszerdők, 3000 és 3800 méter között hangák alkotta erdőségek végül 4400 méterig afro-alpesi vidékek. A parkra jellemző, hogy az itt élő növények jóval nagyobbra nőnek a megszokottnál, például néhány páfrányfaj elérheti a 10 méteres magasságot és a lobéliák között is találhatók 6 méteres példányok is. Ez az ásványokban gazdag talajnak, az állandó hőmérsékletnek, és a magas nedvességtartalomnak és a sokszor sűrű ködnek köszönhető. A park változatos növényvilága mellett számos veszélyeztetett állatfaj természetes élőhelye is. |                               |

| | Canaima Nemzeti Park |
| Venezuela |                      |
| Természeti (VII)(VIII)(IX)(X) |                      |
| Védett terület: 3 000 000 ha, hivatkozás: 701 |                      |
| Venezuela második legnagyobb nemzeti parkja, a 30 000 négyzetkilométeren elterülő Canaima Nemzeti Park Venezuela délkeleti részén, az ország guyanai és brazíliai határvidékén fekszik. A nemzeti parkot 1962-ben alapították, majd 1975-ben megkétszerezték a védelem alá vont terület nagyságát. A park kétharmadát táblás hegyképződmények, úgynevezett tepuik borítják. A parkra sűrű növényzet, meredek sziklák, látványos vízesések, zuhatagok jellemzőek. Egyes részein szavanna, más részein áthatolhatatlan esőerdők és bozótosok találhatók. Itt látható a világ legmagasabb vízesése is a 980 méterről lezúduló Angel-vízesés is. A park nyugati része kizárólag légi úton közelíthető meg, míg a keleti felének egy részét turisták is látogathatják. Becslések szerint a természetvédelmi területen mintegy 3000 – 5000 virágos növény és páfrányfaj él, közöttük sok őshonos. Jelentős a húsevő növényfajok és az orchideák száma is. Az itt élő állatvilág is változatos, eddig 118 emlős-, 550 madár-, 72 hüllő- és 55 kétéltű fajt dokumentáltak. A térség már 10 000 évvel ezelőtt is lakott volt, a parkban eddig két 9000 évesre becsült régészeti lelőhelyet tártak fel. |                      |

| | Hạ Long-öböl |
| Vietnám |              |
| Természeti (VII)(VIII) |              |
| Védett terület: 65 650 ha, puffer zóna: 34 140 hivatkozás: 672 |              |
| Az észak-vietnami Ha Long-öböl a körülbelül ezerhatszáz meredek mészkő szigetéről híres amelyek közül sok sziget száz méterrel is kiemelkedik a tengerből. Meredek felszínük miatt a legtöbb lakatlan. A legenda szerint a látványos tájat egy sárkány alakította ki, innen kapta nevét is Ha Long – a leszálló sárkány öble. Geológiai magyarázata, hogy a part menti vastag mészkőréteg az utolsó jégkorszak végén megsüllyedt, majd eróziónak kitett karsztképződményei a tenger áradása/visszahúzódása miatt változatos formára koptak el. A vidék fontos helyszíne a geoklimatikus és az összetett környezetben zajló karsztos folyamatok kutatásának. A rendkívül formagazdag sziklák (piramis, tűszerű, ívelő hátú képződmények) közül a nagyobbak egy részében látványos tavak és barlangok találhatók. A függőleges falú sziklák képét a mai napig kőzuhatagok és leváló kőtömbök formálják. |              |